# Nabój 9 × 22 mm AE
9 mm Action Express – amerykański nabój pistoletowy skonstruowany w 1988 roku przez wiceprezesa firmy Action Arms Evana Whildina. Nabój powstał przez przeszyjkowanie łuski naboju .41 AE i scalenie jej z nabojem kalibru 9 mm.